# 353
Римська імперія об'єдналася під правлінням Констанція II. У Китаї правління династії Цзінь. В Індії починається період імперії Гуптів. В Японії триває період Ямато. У Персії править династія Сассанідів.
На території лісостепової України Черняхівська культура. У Північному Причорномор'ї готи й сармати. Історики VI століття згадують плем'я антів, що мешкало на території сучасної України приблизно з IV сторіччя.

## Події
- У битві при горі Селевк військо Констанція II здобули перемогу над силами узурпатора Магненція.
- Магненцій вчинив самогубство, щоб не потрапити в полон. Констанцій II залишився єдиним імператором в імперії.
- Констанцій II скликав собор в Арлі, який засудив Афанасія Великого.

## Померли
- Магненцій, римський узурпатор.